# دانشگاه آزاد اسلامی واحد مهاباد
دانشگاه آزاد اسلامی واحد مهاباد یکی از بزرگترین دانشگاههای آزاد اسلامی شمال غرب کشور است که در مقاطع کارشناسی تا دکترا دانشجو می‌پذیرد.

## تاریخچه
دانشگاه آزاد مهاباد در سال ۱۳۶۵ با اولین رئیس خود دکتر محمد مجدی تأسیس شد و یک سال بعد با پذیرش ۲۱۵ نفر دانشجو در رشته‌های کاردانی دامپزشکی، عمران، ادبیات فارسی و امور زراعی فعالیت خود را آغاز کرد. از روسای دیگر میتوان به آقایان دکتر ایرانزاده و دکتر سیدجمیل قادری و دکتر عادل صلواتی اشاره کرد. اوج اقتدار و عزت دانشگاه آزاد مهاباد در سال های ۸۳ تا ۸۶ بود.

## دانشکده‌ها
- دانشکده فنی مهندسی،
- دانشکده علوم پایه،
- دانشکده کشاورزی و منابع طبیعی،
- دانشکده ادبیات و علوم انسانی،
- دانشکده علوم پزشکی